# NK Metalac Šibenik
Nogometni klub Metalac (NK Metalac, Metalac) je bio nogometni klub iz Šibenika, Šibensko-kninska županija. 

## O klubu
"Metalac" je osnovan 1950. godine kao tvornički klub šibenske tvornice elektroda i ferolegura "TEF".
 
Klub je najčešće nastupao u Dalmatinskoj zoni (odnosno Dalmatinskoj ligi), ali je bio i član Hrvatske republičke lige. Također je povremeno nosio i naziv "Metalac - TEF". Klub je djelovao u dijelu Šibenika naziva Crnica. 
 
Klub se gasi 1991. godine, propašću tadašnjeg TEF-a.